# لولوبيون

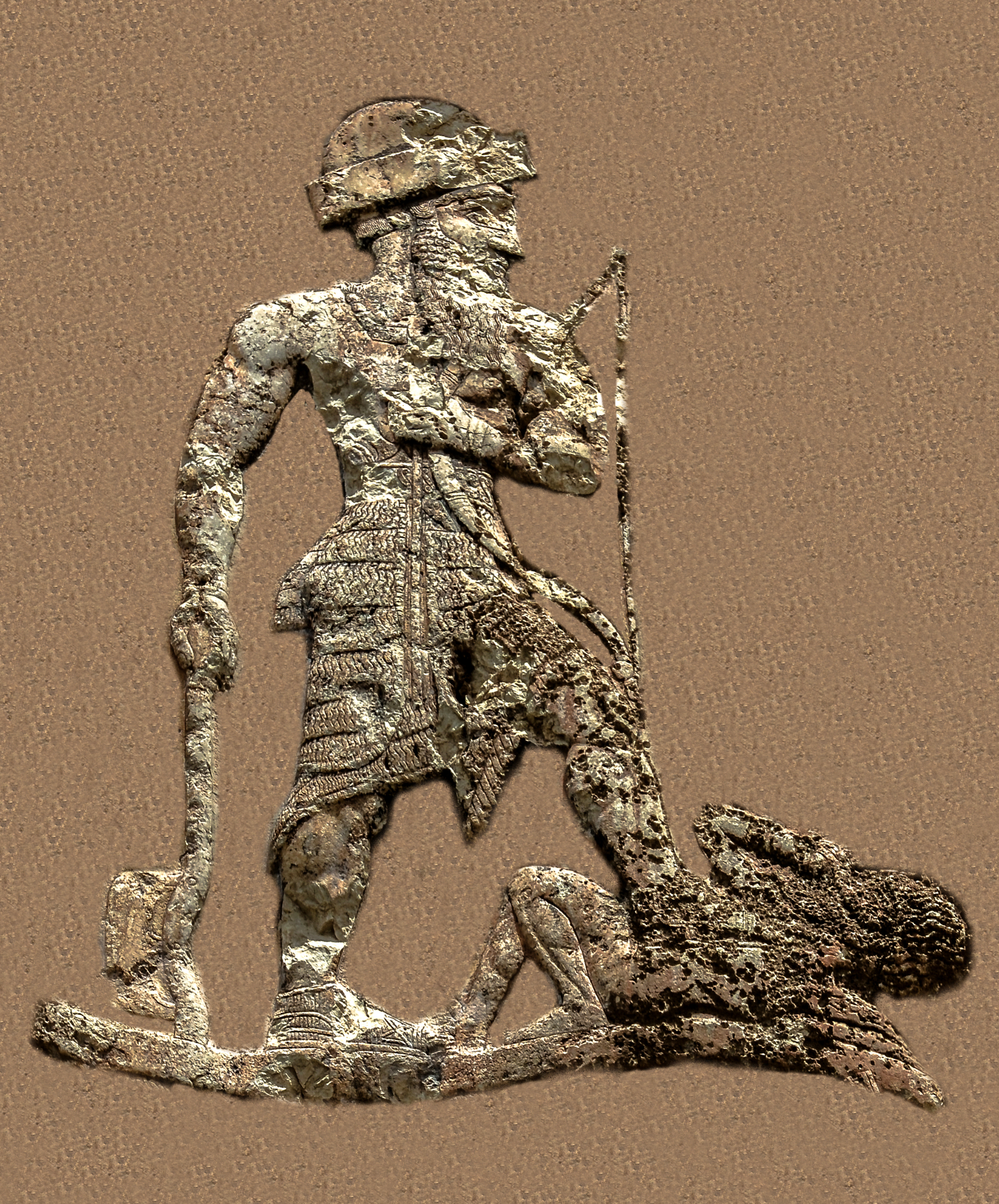
الملك آنوبانيني اللولوبي، يحمل فأساً وقوساً ويدوس عدواً. نقش صخري يعود للفترة ما بين 2300 - 2000 قبل الميلاد. سربل ذهاب ، إيران.

اللولوبيون (باللغة الأكدية: لو-لو-بي) وجاء اسمهم في النصوص المسمارية بصيغة (لولوبي- لولو- لولومي- لولوبوم)، وهم مجموعة من القبائل القدیمة التي كانت تسكن في إيران القديمة قبل الارية خلال الألف الثالث قبل الميلاد، في منطقة كانت تعرف باسم لولوبوم ، وتقع في المنطقة ما بين جبال زاغروس في شهرزور (محافظة السليمانية، العراق)، ومقاطعة كرمانشاه في إيران. وكان اللوليبيون جيران وأحياناً متحالفين مع مملكة سيموروم. وقد أشارت الألواح القديمة في بلاد ما بين النهرين إلى هؤلاء الناس الذين يقطنون الجبال باسم «البرابرة».

## المراجع التاريخية

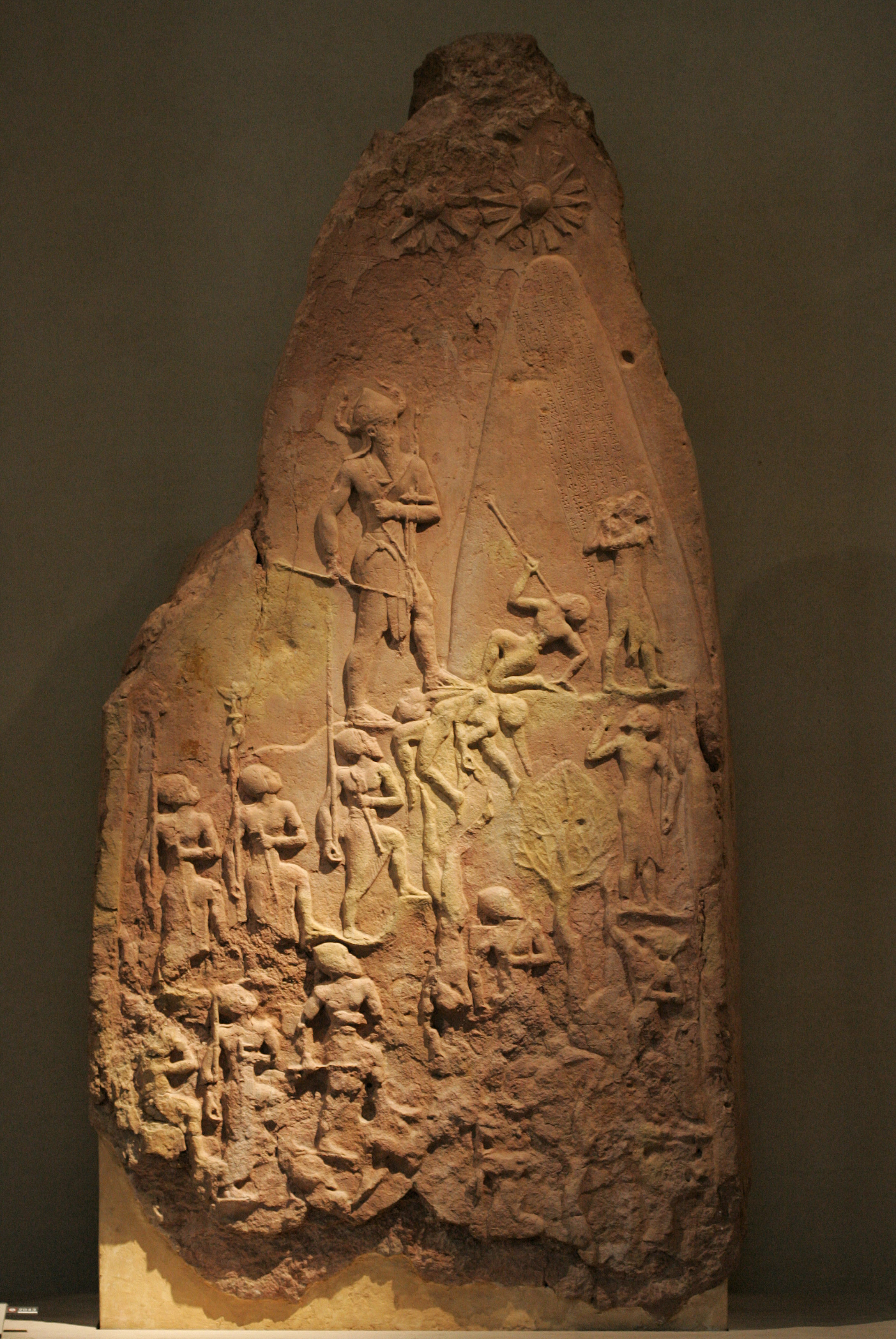
نصب نصر نرام سين (حوالي 2250 قبل الميلاد)، احتفالاً بإنتصار الإمبراطورية الأكادية بقيادة الملك نرام سين (الواقف إلى اليسار) فوق قبيلة لولوبي الجبلية وملكهم ساتوني. متحف اللوفر.

## نقوش صخرية لولوبية

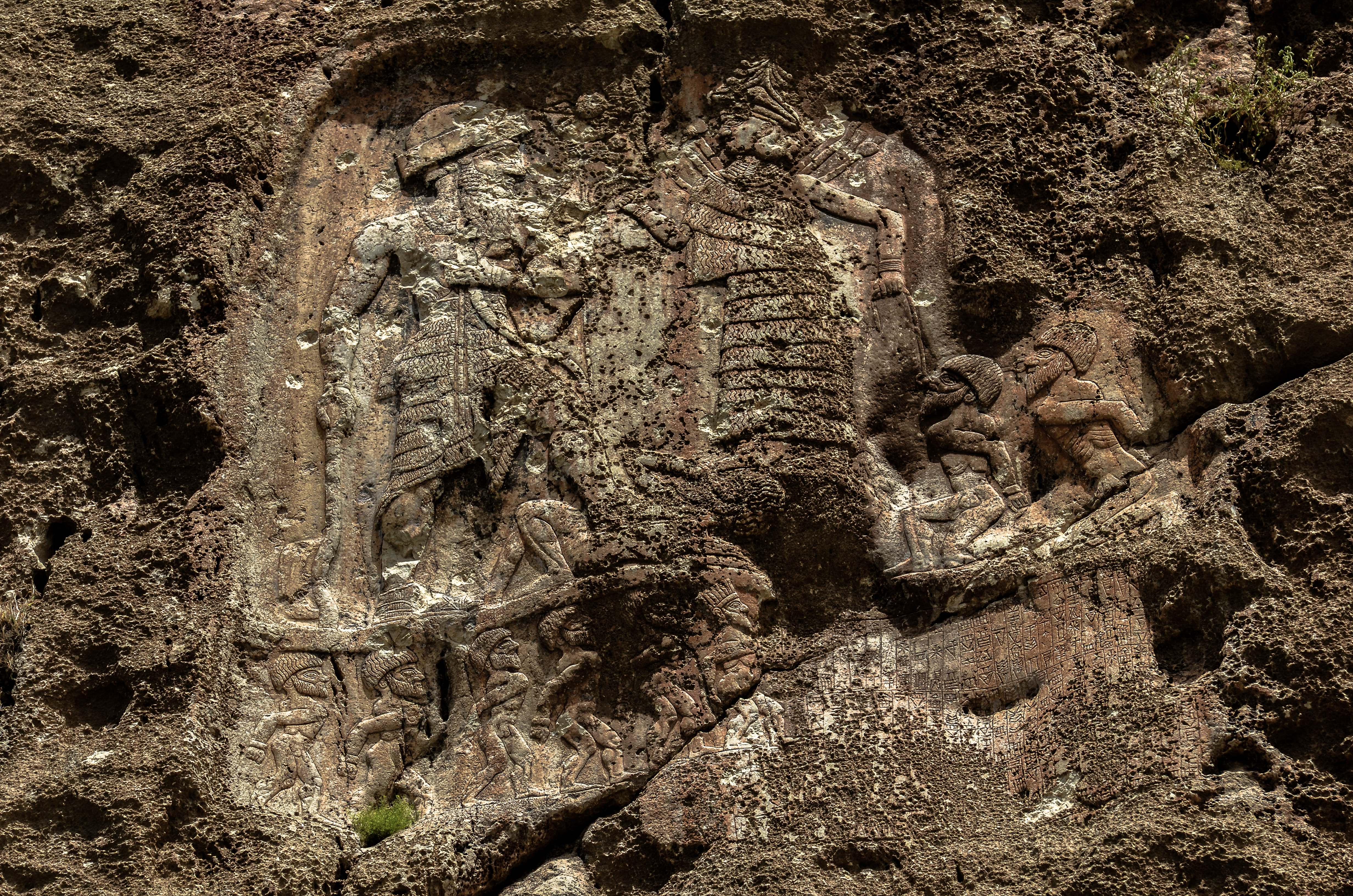
نقش أنوبانيني الصخري في سربل زهاب.